# Moorsee (Kilonia)
Moorsee, Kiel-Moorsee – dzielnica miasta Kilonia w Niemczech, w kraju związkowym Szlezwik-Holsztyn.